# اچ‌ام‌اس چستر (۱۶۹۱)
اچ‌ام‌اس چستر (۱۶۹۱) (به انگلیسی: HMS Chester (1691)) یک کشتی است که طول آن ۱۲۵ فوت ۱ اینچ (۳۸٫۱ متر) می‌باشد.